# Windegg (St. Leonhard in Passeier)
Windegg ist eine Ortschaft in der Gemeinde St. Leonhard in Passeier in Südtirol mit etwa 100 Einwohnern (2001). Der Ort liegt auf der orographisch linken, östlichen Talseite von Passeier, etwas nordöstlich vom Hauptort der Nachbargemeinde St. Martin jenseits der Passer. Windegg liegt somit St. Martin näher als dem rund drei Kilometer nördlich gelegenen eigenen Gemeinde-Hauptort St. Leonhard (das Gemeindegebiet von St. Leonhard erstreckt sich hier östlich des Flusses weit nach Süden). 

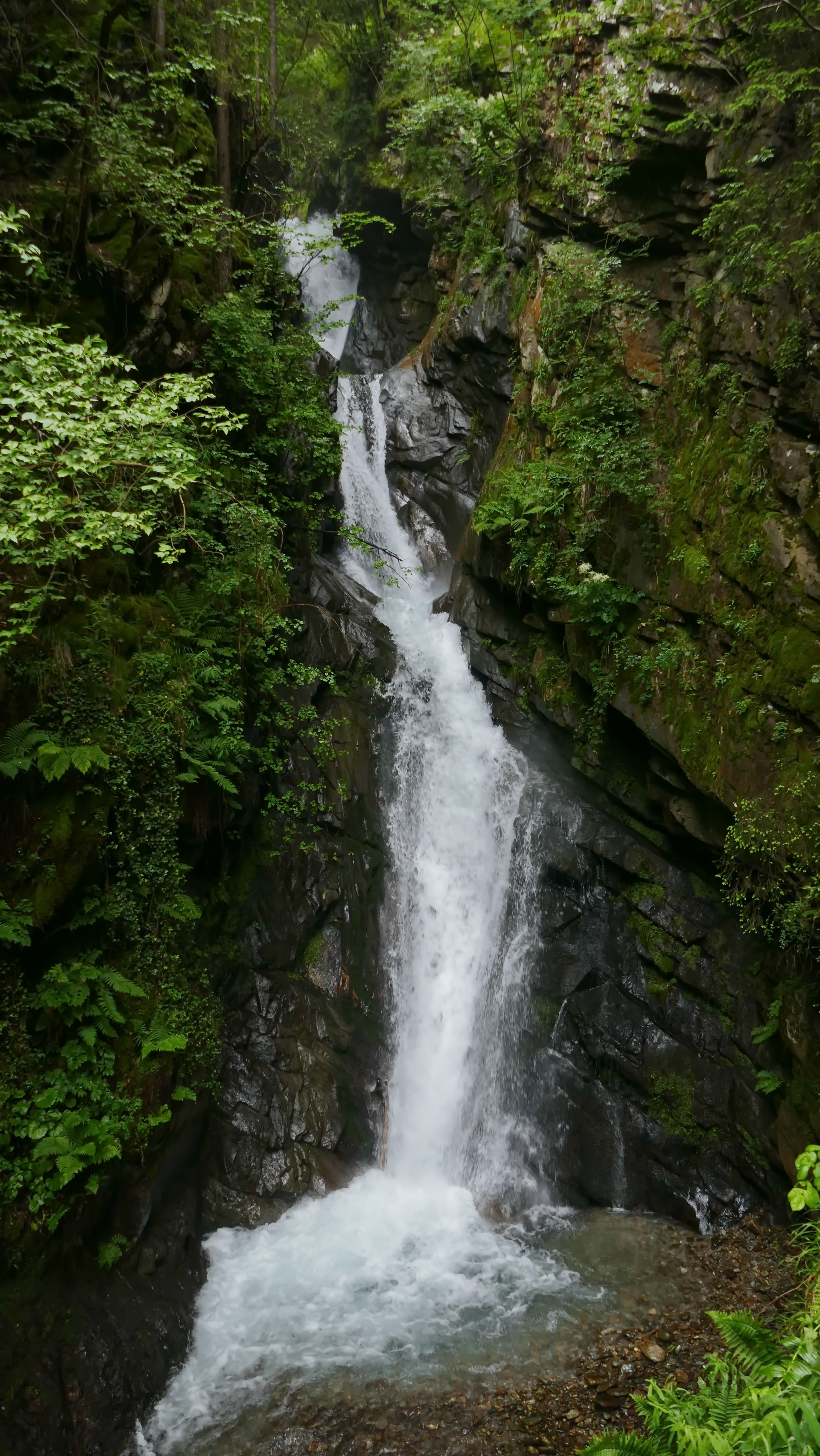
Pfeiftal-Wasserfall bei Windegg

Windegg besteht aus einem größeren Weiler auf rund 650 m Höhe mit einigen umliegenden Gehöften, unterhalb schließt sich ein Gewerbegebiet an, dessen westliche Hälfte bereits zum Gemeindegebiet von St. Martin gehört.  
Von Windegg aus führen Wanderwege entlang der östlichen Talseite nach St. Leonhard und zum südlich gelegenen Ortsteil Prantach. Wenige hundert Meter südöstlich von Windegg befindet sich der Pfeiftal-Wasserfall, der als hydrologisches Naturdenkmal ausgewiesen ist.